# Aeroporto di Praga-Ruzyně
L'Aeroporto di Praga-Ruzyně (IATA: PRG, ICAO: LKPR) (in ceco Letiště Praha-Ruzyně), noto con il nome commerciale di Aeroporto di Praga-Václav Havel (in ceco Letiště Václava Havla Praha), è un aeroporto ceco situato a 12 chilometri a ovest del centro della città di Praga ed è l'aeroporto principale della Repubblica Ceca e uno dei più importanti dell'Europa centro-orientale. Nel 2007 sono transitati per Praga quasi 12 milioni e mezzo di passeggeri. L'aeroporto è intitolato, nella sua dicitura commerciale, a Václav Havel (1936-2011), ultimo presidente della Cecoslovacchia e primo della Repubblica Ceca.

## Storia
L'Aeroporto di Ruzyně venne inaugurato il 5 aprile 1937 ma la storia dell'aviazione civile cecoslovacca iniziò nell'aeroporto militare di Praga-Kbely nel 1919. A causa della insufficienza delle strutture, negli anni trenta il governo decise di aprire un nuovo aeroporto civile di Stato, a Ruzyně. L'aeroporto vinse il Diploma e Medaglia d'Oro nel 1937 alla fiera internazionale di arte e tecnica a Parigi (Exposition Internationale des Arts et Techniques dans la Vie Moderne) per la concezione tecnica dell'aeroporto, prima di tutto per l'architettura dell'edificio check-in (oggi conosciuto come Terminal Sud 1) dell'architetto Adolf Benš. Altri premi furono vinti per la modernità, durante le fasi di sviluppo dell'aeroporto. Tutto ciò aumentò l'interesse delle compagnie aeree ad usare l'aeroporto di Praga.

## Evoluzione del traffico passeggeri
- 1963 – 1 milione
- 1975 – 2 milioni
- 1995 – 3 milioni
- 1997 – 4 milioni
- 2000 – 5 milioni
- 2001 – 6 milioni
- 2003 – 7 milioni
- 2005 – 10 milioni

## Accessibilità
Per raggiungere l'aeroporto dal centro di Praga è attivo un servizio di autobus del trasporto pubblico urbano.
Le linee sono le seguenti: 100, 119, 254, 179. Tutte portano verso svariate fermate della metropolitana. In orario notturno è attivo il bus numero 510 (da mezzanotte fino alle ore 3:30) che parte dall'aeroporto in direzione della stazione di tram Divoka Šárka, da dove poi si può proseguire con il tram.

## Terminal

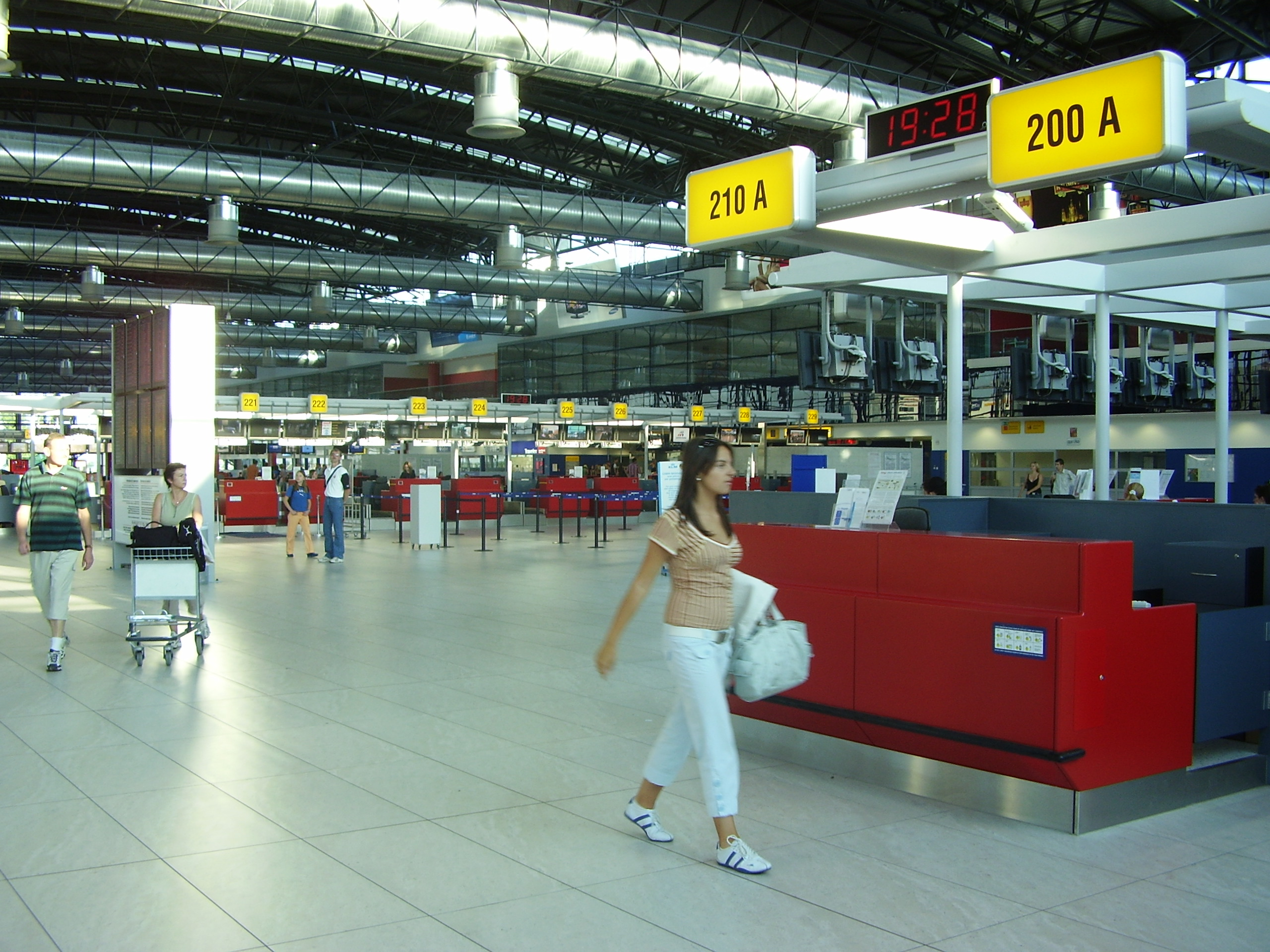
Area check-in al Terminal 2.

### Terminal 1
È utilizzato per i voli al di fuori dell'area Schengen verso Stati Uniti, Canada, Medio Oriente, Asia, Africa e Regno Unito.

### Terminal 2
Vi atterrano i voli all'interno dell'area Schengen. La sua apertura risale a gennaio 2006.

### Terminal 3
È usato per i voli VIP e charter. La sua apertura è avvenuta nel 1997.

### Terminal 4
Costituisce la parte più antica dello scalo. Oggi è usato per i voli VIP e per le visite ufficiali.